# Claro Open Colombia
Claro Open Colombia — мужской международный профессиональный теннисный турнир, проводившийся в Боготе (Колумбия) до 2015 года. С 2013 года по 2015 год проходил на хардовых кортах в спортивном комплексе Centro de Alto Rendimiento. Относился к базовой категории турниров АТР — АТР 250, располагал призовым фондом в размере около 767 тысяч долларов при основной турнирной сетке, рассчитанной на 28 игроков в одиночном разряде и 16 пар.

## История
Турнир базовой серии АТР проходил в Боготе с 1994 по 2001 годы. С 1994 по 1998 годы турнир проводился осенью, а в 2000 и 2001 годах — в конце зимы и начале весны. Все эти годы игры проходили на грунтовых кортах. В дальнейшем столица Колумбии принимала ряд турниров класса ATP Challenger, в том числе с 2005 по 2010 год сразу три — весной, в середине лета и начале осени.
В 2012 году, после того, как было решение об исключении из календаря АТР-тура турнира в Лос-Анджелесе, освободившееся место было передано Боготе. Спонсором нового турнира стала компания IMLA de Colombia, деятельность которой фокусируется на индустрии развлечений и маркетинге. Турнир будет проходить в середине лета, в преддверии Открытого чемпионата США, местом проведения, как и в предыдущие годы, станет комплекс Centro de Alto Rendimiento, но в отличие от прежних лет, турнир, как этап подготовки к Открытому чемпионату США, будет проводиться на хардовых кортах.

## Победители и финалисты
За историю турнира в 1990-е и начало 2000-х годов на нём доминировали аргентинские теннисисты. Аргентину представляли двое из семи победителей в одиночном разряде (столько же победителей представляли Испанию) и семь из 13 победителей в парах. Последние три года существования турнира АТР в Боготе его выигрывали полностью аргентинские пары. Аргентинец Мариано Пуэрта — один из четырёх игроков, которым удалось завоевать в Боготе больше одного титула. Он побеждал по одному разу в одиночном и парном разряде — так же, как и венесуэлец Николас Перейра, а чех Давид Рикл дважды выиграл турнир в парном разряде с разными партнёрами. В 2015 году к ним добавился австралиец Бернард Томич, который два розыгрыша подряд выигрывал одиночные соревнования. Рекордсменом по сыгранным финалам является представитель Эквадора — Николас Лапентти, трижды подряд игравший в финалах в одиночном разряде (одна победа) и один раз в парах.
Хозяевам турнира ни разу не удалось победить на нём, пока он входил в сетку АТР-тура, однако колумбиец Маурисио Адад дважды побывал в финале (по одному разу в одиночном и парном разряде), а его соотечественники Мигель Тобон, Николас Баррьентос и Хуан Себастьян Кабаль по разу играли в титульном матче (последние двое — в паре). Представителей стран бывшего СССР в числе финалистов не было.
| Год  | Победитель        | Финалист          | Счёт в финале     |
| ---- | ----------------- | ----------------- | ----------------- |
| 2015 | Бернард Томич (2) | Адриан Маннарино  | 6-1 3-6 6-2       |
| 2014 | Бернард Томич     | Иво Карлович      | 7-6(5) 3-6 7-6(4) |
| 2013 | Иво Карлович      | Алехандро Фалья   | 6-3 7-6(4)        |
| 2001 | Фернандо Висенте  | Хуан Игнасио Чела | 6-4 7-6(6)        |
| 2000 | Мариано Пуэрта    | Юнес Эль-Айнауи   | 6-4 7-6(5)        |
| 1998 | Мариано Сабалета  | Рамон Дельгадо    | 6-4 6-4           |
| 1997 | Франсиско Клавет  | Николас Лапентти  | 6-3 6-3           |
| 1996 | Томас Мустер      | Николас Лапентти  | 6-7(6) 6-2 6-3    |
| 1995 | Николас Лапентти  | Мигель Тобон      | 2-6 6-1 6-4       |
| 1994 | Николас Перейра   | Маурисио Адад     | 6-3 3-6 6-4       |

| Год  | Победители                        | Финалисты                                | Счёт в финале        |
| ---- | --------------------------------- | ---------------------------------------- | -------------------- |
| 2015 | Эдуар Роже-Васслен Радек Штепанек | Майкл Винус Мате Павич                   | 7-5 6-3              |
| 2014 | Сэмюэль Грот Крис Гуччоне         | Николас Баррьентос Хуан Себастьян Кабаль | 7-6(5) 6-7(3) [11-9] |
| 2013 | Пурав Раджа Дивидж Шаран          | Эдуар Роже-Васслен Игорь Сейслинг        | 7-6(4) 7-6(3)        |
| 2001 | Себастьян Прието Мариано Худ      | Мартин Родригес Андре Са                 | 6-2 6-4              |
| 2000 | Пабло Альбано Лукас Арнольд Кер   | Хуан Бальсельс Маурисио Адад             | 7-6(4) 1-6 6-2       |
| 1998 | Диего дель Рио Мариано Пуэрта     | Габор Кёвеш Эрик Тайно                   | 6-7 6-3 6-2          |
| 1997 | Луис Лобо Фернандо Мелигени       | Карим Алами Морис Руа                    | 6-1 6-3              |
| 1996 | Николас Перейра Давид Рикл (2)    | Пабло Кампанья Николас Лапентти          | 6-3 7-6              |
| 1995 | Иржи Новак Давид Рикл             | Маливай Вашингтон Стив Кэмпбелл          | 7-6 6-2              |
| 1994 | Даниэль Нестор Марк Ноулз         | Люк Дженсен Мерфи Дженсен                | 6-4 7-6              |